# هرمان لندولت
هرمان لندولت یک محقق سوئیسی در فلسفه ایرانی و اسلامی و استاد بازنشسته اندیشه اسلامی در دانشگاه مک گیل در مونترال ، کبک ، کانادا است . 

## زندگینامه
هرمان لندولت در سال 1935 در بازل سوئیس متولد شد و در مدرسه عملی پژوهش‌های عالی در سوربن پاریس تحت نظر هنری کوربن اسلام شناس برجسته تحصیل کرد و دکترای خود را از دانشگاه بازل زیر نظر آلفرد بوهلر و فریتز مایر گرفت . در سال 1960 ، لاندولت به ایران سفر کرد و علاقه شدیدی به زندگی و فرهنگ ایرانی داشت. بنا به توصیه هنری کوربن ، وی در سال 1964 به کانادا دعوت شد و به عنوان "پژوهشگر ارشد" در دانشگاه مک گیل منصوب شد.  علاوه بر مک گیل ، لندولت همچنین به عنوان فلوی تحقیقاتی در انستیتوی مطالعات اسماعیلی فعالیت داشته و استاد مهمان در سوربن بوده است. 

## آثار
کتابها
- گلچین ادبیات اسماعیلی: بینش شیعی اسلام (لندن ؛ نیویورک: IB Tauris ؛ لندن: در همکاری با موسسه مطالعات اسماعیلی ، 2008).
- خلقت و رستاخیز: چشم انداز صدر اسلام در مورد وحدت و کیهان شناسی الهی (IB Tauris ، 2015)
- Recherches en spiritualité iranienne (تهران: IFRI ، 2005)
- Nûruddîn Abdurrahmâ-i Isfaraâyinî، Le Révélateur des mystères. Traité de soufisme . Étude préliminaire، trad. du persan par H. Landolt (پاریس: گالیمارد ، 2005)